# The Codex Necro
The Codex Necro — дебютный студийный альбом британской блэк-дэт-метал-группы Anaal Nathrakh, выпущенный 22 ноября 2001 года на лейбле Mordgrimm. Альбом был переиздан 24 апреля 2006 с 4 бонус-треками, взятыми с Peel Sessions на BBC Radio One. В 2009 году альбом был переиздан с 4 треками, взятыми с невыпущенного демо We Will Fucking Kill You.
По словам The A.V. Club, альбом «установил стандарт блэк-дэта, который до сих пор не превзойдён».

## Список композиций
| №                   | Название                        | Длительность |
| ------------------- | ------------------------------- | ------------ |
| 1.                  | «The Supreme Necrotic Audnance» | 4:43         |
| 2.                  | «When Humanity Is Cancer»       | 5:19         |
| 3.                  | «Submission Is for the Weak»    | 5:16         |
| 4.                  | «Pandemonic Hyperblast»         | 3:52         |
| 5.                  | «Paradigm Shift – Annihilation» | 6:07         |
| 6.                  | «The Technogoat»                | 4:38         |
| 7.                  | «Incipid Flock»                 | 5:22         |
| 8.                  | «Human, All Too Fucking Human»  | 4:48         |
| 9.                  | «The Codex Necro»               | 6:07         |
| Общая длительность: | Общая длительность:             | 44:45        |

| №                   | Название                                           | Длительность |
| ------------------- | -------------------------------------------------- | ------------ |
| 10.                 | «Pandemonic Hyperblast»                            | 3:18         |
| 11.                 | «How the Angels Fly In (We Can Never Be Forgiven)» | 2:48         |
| 12.                 | «Submission Is for the Weak»                       | 4:58         |
| 13.                 | «The Oblivion Gene»                                | 2:59         |
| Общая длительность: | Общая длительность:                                | 58:48        |

| №                   | Название                  | Длительность |
| ------------------- | ------------------------- | ------------ |
| 10.                 | «Negrogeddon»             | 4:20         |
| 11.                 | «Pandemonic Hyperblast»   | 3:15         |
| 12.                 | «The Codex Necro»         | 5:11         |
| 13.                 | «When Humanity Is Cancer» | 4:29         |
| Общая длительность: | Общая длительность:       | 62:00        |

## Участники записи
- V.I.T.R.I.O.L. — вокал
- Irrumator — все инструменты